# 米哈雷斯河

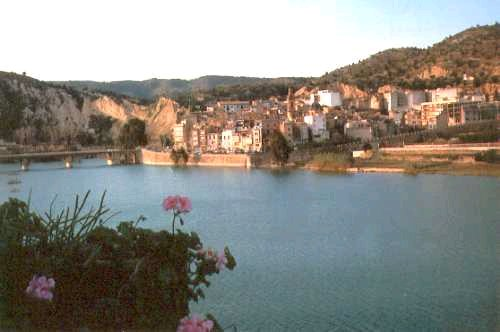
米哈雷斯河

米哈雷斯河（西班牙語：Río Mijares）是西班牙的河流，位於該國東部，河道全長156公里，流域面積4,028平方公里，平均流量每秒14.72立方米，最終在阿爾馬索拉和布里亞納之間注入地中海。

## 外部連結
- Riu Millars video （页面存档备份，存于）

39°54′31.02″N 0°0′44.18″E / 39.9086167°N 0.0122722°E